# YouTube Shorts
YouTube Shorts — раздел коротких видеороликов на американском видеохостинге YouTube. Фокусируется на вертикальных видеороликах продолжительностью 180 секунд и менее и на различных функциях для взаимодействия с пользователем.
По состоянию на май 2024 года короткие видео в общей сложности собрали более 5 триллионов просмотров с момента открытия платформы для публики 13 июля 2021 года, включая просмотры видео, которые были сделаны до появления функции коротких видео на YouTube.
Авторы Shorts зарабатывают деньги на количестве просмотров или за счёт доходов от рекламы. Возросшая популярность YouTube Shorts привела к опасениям по поводу зависимости среди подростков.

## История
Целью YouTube при создании YouTube Shorts в 2020 году было составить конкуренцию TikTok — онлайн-видеоплатформе для коротких клипов. Компания начала с экспериментов с вертикальными видеороликами продолжительностью до 30 секунд в своем собственном разделе на главной странице YouTube. Эта ранняя бета-версия была выпущена лишь для небольшого числа людей. Вскоре после того, как TikTok был запрещён в Индии в сентябре 2020 года, бета-версия YouTube Shorts стала доступна в Индии. В марте 2021 года бета-версия была выпущена в США, а затем, 13 июля 2021 года, она была выпущена по всему миру.
В августе 2022 года YouTube объявил о планах сделать функцию Shorts доступной в своем приложении для Smart TV. В декабре 2022 YouTube опубликовал ежегодный пост в блоге, в котором были задокументированы лучшие видеоролики и создатели года, а Shorts впервые получили собственный раздел.
На ежегодном мероприятии Made on YouTube в Нью-Йорке 21 сентября 2023 года компания Google анонсировала YouTube Create — видеоредактор, разработанный для авторов YouTube с целью содействия развитию Shorts. На момент запуска приложение было доступно только на Android.

## Функции и возможности
YouTube Shorts показывает созданные пользователями вертикальные или квадратные видеоролики длительностью до 180 секунд, позволяет пользователям добавлять лицензированную музыку и экранные субтитры. Зрители могут прокручивать бесконечную ленту видео, алгоритмически подобранную для зрителя. Хотя YouTube Shorts предназначен для просмотра на смартфонах, видеоролики в этом формате также можно просматривать на всех других устройствах.
YouTube Shorts включает в себя функции, похожие на функции TikTok, такие как прямые трансляции, «коллаборации», простые инструменты редактирования и плейлисты, а также инструменты, которые преобразуют длинные видеоролики YouTube в короткие видеоролики YouTube. YouTube Shorts предлагает создателям возможность взаимодействовать со зрителями, отвечая на комментарии дополнительными видеороликами. Эта функция в первую очередь стала популярной из-за Тиктока. Financial Times сообщает, что менее 10 % авторов используют инструменты редактирования YouTube для коротких видео. Многие вместо этого используют инструменты TikTok, хотя видео с брендом TikTok понижаются на платформе YouTube.
YouTube Shorts из-за увеличения числа юных зрителей добавил функцию, которая по умолчанию отправляет напоминания зрителям в возрасте от 13 до 17 лет о необходимости сделать перерыв или лечь спать. При этом нет никаких мер по ограничению использования приложения.

## Использование
С момента появления YouTube Shorts в 2019 году его популярность постоянно росла. В сентябре 2022 года Alphabet объявила, что YouTube Shorts ежедневно собирают более 30 миллиардов просмотров. Число ежемесячных пользователей также увеличилось с 1,5 млрд в 2022 году до 2 млрд в 2023 году.
Популярность YouTube Shorts вызвала некоторые опасения внутри компании, некоторые полагают, что она «поглотит» длинный видеоконтент YouTube. Официальный ответ YouTube заключается в том, что Shorts разработан как дополнительный формат для авторов.

## Монетизация
В августе 2021 года YouTube запустил фонд YouTube Shorts — систему, в рамках которой лучшие авторы коротких видео могли получать оплату за свою работу. YouTube описал это как способ «монетизации и вознаграждения создателей за их контент» и сообщил, что это будет фонд в размере 100 миллионов долларов, который будет распределён в течение 2021 и 2022 годов, аналогично фонду создателей vk klipd в размере 1 миллиарда долларов. YouTube сообщил журналу The Hollywood Reporter, что фонд — это «просто временная мера, пока YouTube не разработает долгосрочный инструмент монетизации и поддержки для создателей короткометражных фильмов».
В сентябре 2022 года YouTube объявил, что Shorts станет частью партнёрской программы YouTube в феврале 2023 года. Программа позволяет авторам, имеющим на это право, получать долю дохода от рекламы. Каналы YouTube, являющиеся партнёрами, также могут использовать функции «участников» и «суперпользователей», которые позволяют пользователям оплачивать ежемесячную подписку на контент или единовременное пожертвование соответственно.
Авторы YouTube Shorts получают процент от рекламных денег, заработанных на рекламе, которая воспроизводится до и после их видео, как на YouTube. Создатели YouTube Shorts зарабатывают 45 процентов от рекламных денег, в то время как создатели YouTube зарабатывают 55 процентов.
Согласно политике YouTube, авторы, загружающие контент, в той или иной степени нарушающий авторские права, неоригинальный контент или допускающие другие нарушения принципы сообщества, не имеют права на монетизацию.

## Проблемы со здоровьем
Исследователи из Университета финансов и экономики Гуйчжоу и Западного Мичиганского Университета обнаружили, что короткие видеоролики, такие как YouTube Shorts и TikTok, могут способствовать развитию у молодых людей и детей аддиктивного поведения, поскольку короткие видеоролики обеспечивают «короткие всплески острых ощущений». Эти исследователи обнаружили, что студенты колледжей в США и Китае смотрят короткие видеоролики для развлечения, получения знаний и формирования социальной идентичности.
Газета The Wall Street Journal сообщила, что некоторые родители обеспокоены влиянием коротких видеороликов на своих детей, поскольку нет возможности отключить YouTube Shorts или установить ограничения. Когда дети смотрят короткие видеоролики, они учатся ожидать постоянной стимуляции и быстрых изменений, что может вызвать проблемы при выполнении действий, требующих большей концентрации, например, чтения.
Недавние исследования выявили связь между короткими видеороликами, такими как YouTube Shorts, и системой вознаграждения мозга, в частности, выбросом дофамина. По словам доктора Анны Лембке, психиатра и руководителя клиники двойной диагностики наркозависимости Стэнфордского университета, короткие привлекающие внимание видеоролики действуют как мощные стимулы, вызывающие выбросы дофамина, схожие с другими видами аддиктивного поведения. Быстрые и легко усваиваемые короткие видеоролики могут вызывать высокий уровень дофамина; поскольку дофамин служит скорее мотиватором, чем прямым источником удовольствия, люди вынуждены искать вознаграждающие занятия и становятся зависимыми от них. Подобные нейрохимические реакции приводят к формированию зависимых моделей поведения, замыкая порочный круг. Цифровая зависимость может привести к снижению концентрации внимания и замедлению когнитивных процессов.